# زیردریایی کلاس وتینن
سابمارین کلاس وتینن (به انگلیسی: Vetehinen-class submarine) یک کلاس از زیردریایی است که طول آن ۶۳٫۵ متر (۲۰۸٫۳ فوت) می‌باشد.